# Yucca carnerosana
Yucca carnerosana är en sparrisväxtart som först beskrevs av William Trelease, och fick sitt nu gällande namn av Mckelvey. Yucca carnerosana ingår i släktet palmliljor, och familjen sparrisväxter. Inga underarter finns listade i Catalogue of Life.

## Bildgalleri

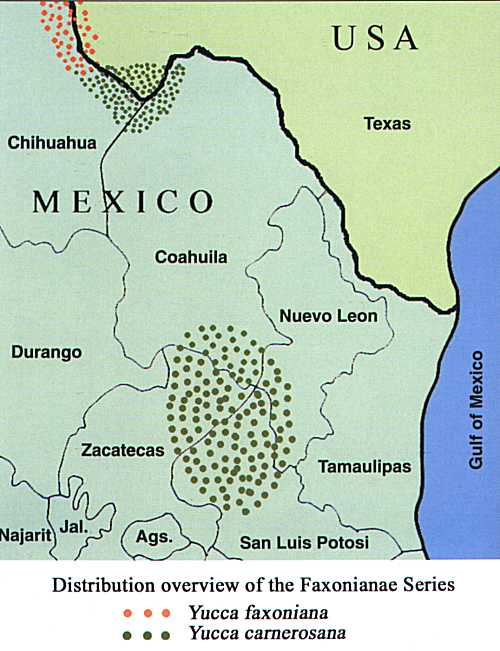